# Palais impérial de Tokyo
Le Kōkyo (皇居, littéralement « Résidence de l'Empereur ») ou palais impérial de Tokyo est un complexe palatial abritant notamment la résidence principale de l'empereur du Japon, un palais de fonction (宮殿, Kyūden, ou littéralement « Palais impérial ») et de ses services (dont l'Agence impériale). Il est situé dans l'arrondissement spécial de Chiyoda, à l'adresse officielle du « 1-1, Chiyoda, Chiyoda-ku, Tōkyō-to » et couvre une superficie de 3,41 km2.

## Description

Plan du palais impérial de Tokyo et des jardins environnants.

Le palais impérial se trouve à l'emplacement de l'ancien château d'Edo, résidence des shoguns Tokugawa, qui fut détruit lors d'un incendie le 5 mai 1873, et dont il garde de son passé de château fort quelques vestiges de fortifications dont surtout les douves (堀, hori) qui isolent le Kōkyo du reste de la ville, limitant l'accès à quelques portes, et organisant également le complexe en trois îlots reliés entre eux par de nombreux ponts : 
- le Jardin extérieur du Kōkyo (皇居外苑, Kōkyo gaien?) qui, au sud-est, sert en quelque sorte d'avant-cour au palais ;
- le Jardin est (東御苑, Higashi Gyoen?), abritant notamment le musée des Collections impériales (三の丸尚蔵館, Sannomaru-Shōzōkan?), et le jardin national de Ninomaru ;
- les Jardins de Fukiage (吹上御苑, Fukiage gyoen?) et le palais lui-même, normalement inaccessibles au public, et le parc Kitanomaru.

Le palais principal, le Palais impérial (宮殿, Kyūden), où l'Empereur ne réside pas mais où sont situées les salles cérémoniales principales, est situé à l'est des jardins de Fukiage. Les jardins hébergent quelques autres installations, notamment le Palais Ōmiya Fukiage (大宮吹上御所, Omiya Fukiage gosho) où vécurent Hirohito et Nagako, et le Palais Fukiage (吹上御所, Fukiage gosho), ou résida Akihito jusqu'en mars 2020. Le palais Fukiage, résidence moderne terminée en 1993, est en juillet 2020 en cours de préparatifs pour devenir la résidence principale de Naruhito, qui réside encore au Palais du Tōgū (renommé Palais d'Akasaka (赤坂御所, Akasaka gosho) depuis son intronisation.
Après la restauration Meiji et l'éviction des shoguns, la cour impériale a migré de Kyoto vers Tokyo, faisant de la forteresse d'Edo la nouvelle résidence de l'empereur. Totalement détruit lors de l'incendie de 1873, on fit alors construire le nouveau palais impérial en 1888, année durant laquelle on le nomma kyūjō (« château palais »), ceci jusqu'en 1948.

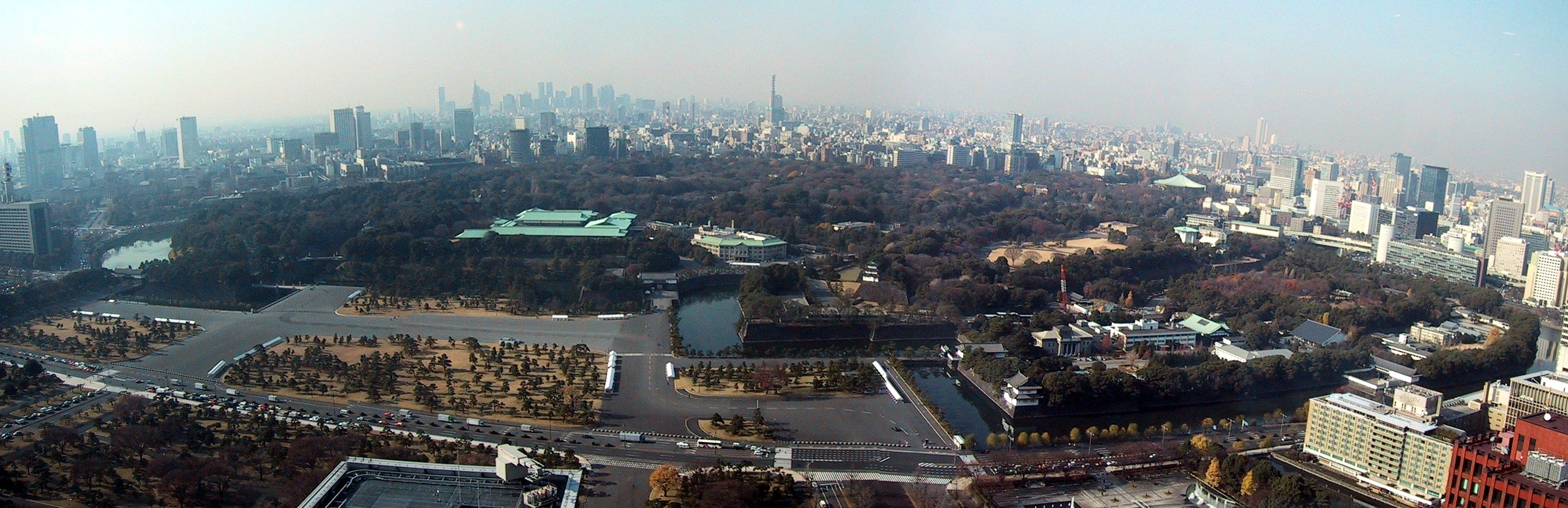
Panorama du palais impérial de Tokyo avec : au premier plan, le Kōkyogaien ; à droite, le « Jardin est » ; au centre de la photo : le Palais impérial et le bâtiment de l'Agence impériale.

## Le palais actuel
Le Kyūden fut bombardé pendant la Seconde Guerre mondiale et remplacé par un nouvel édifice achevé en octobre 1968, puis inauguré en avril de l'année suivante.
Le palais qui possède une structure en acier, comprenant un grand toit soutenu par des piliers et des poutres, a été construit selon les règles de l'architecture traditionnelle japonaise, grâce à des matériaux achetés sur place.
C'est un bâtiment de deux étages avec un sous-sol, comprenant le seiden (bâtiment principal), et cinq ailes (homei-den, rensui, chowa-den, chigusa-no-ma et chidori-no-ma), le tout totalisant une superficie de 22 949 m2.

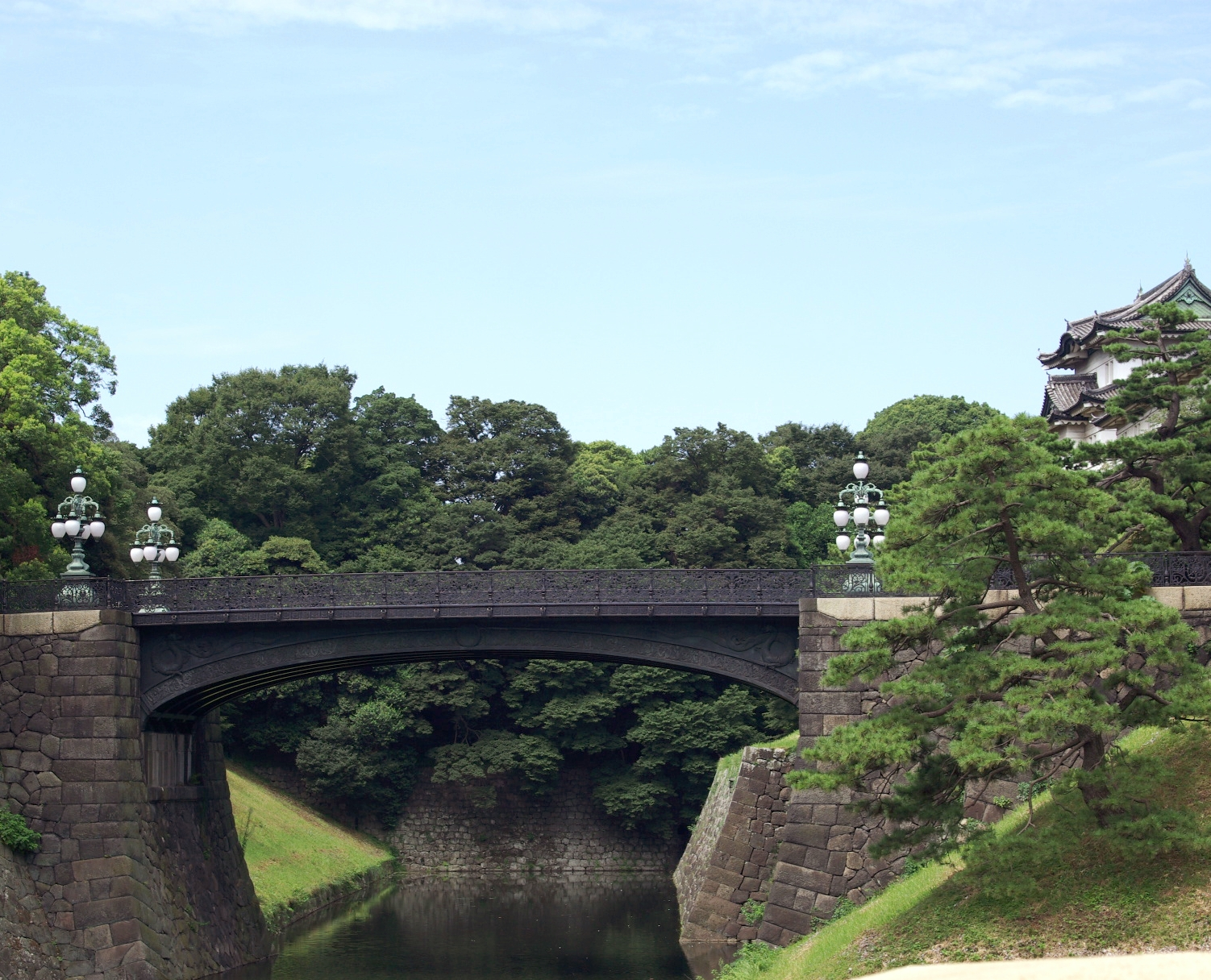
Le pont de Nijubashi commande l'accès du palais impérial de Tokyo et n'est ouvert au public qu'à certaines occasions.
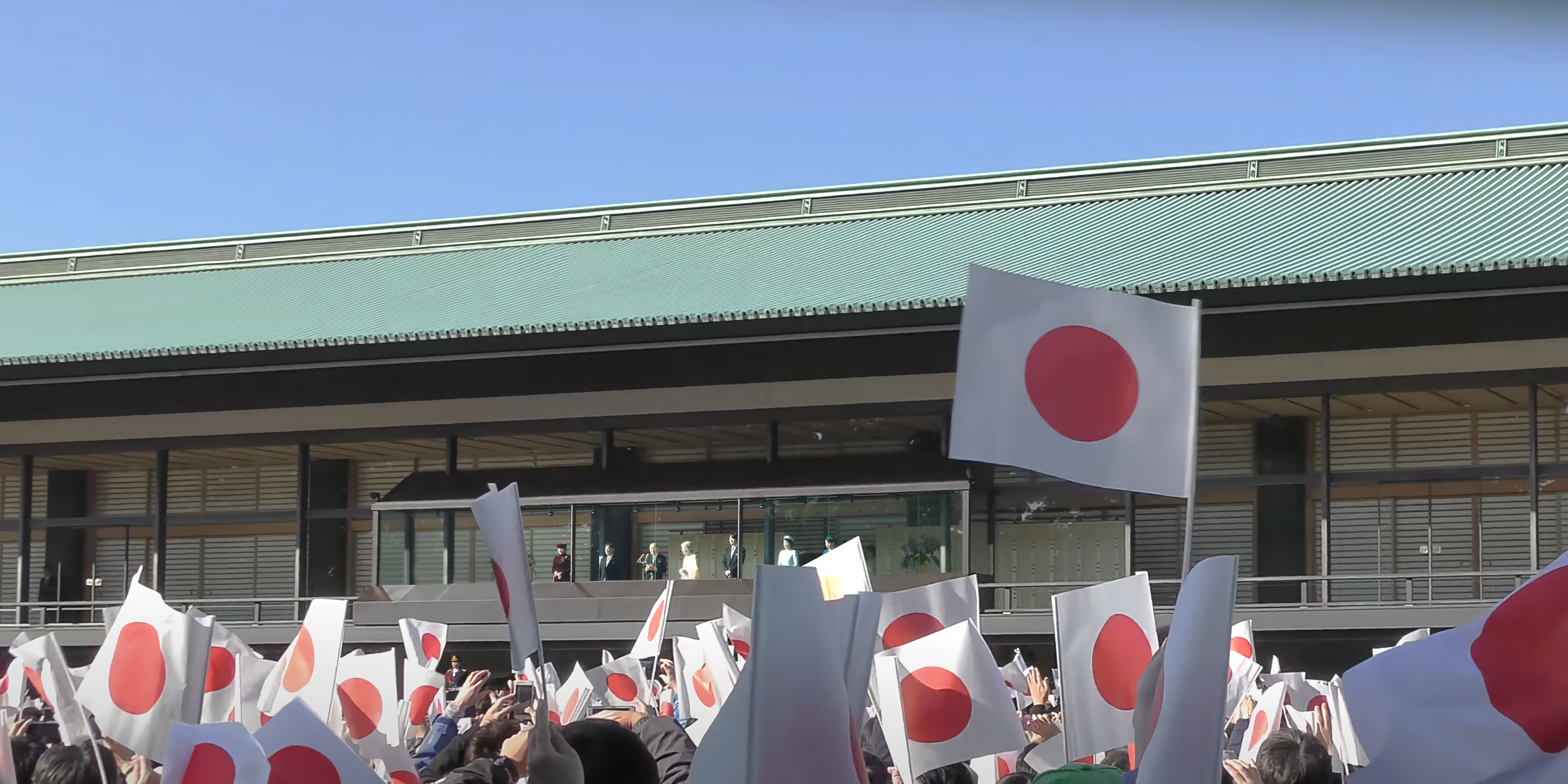
Attroupement populaire sur la place Kyūden, le 23 décembre 2004, jour de l'anniversaire de l'empereur Akihito.
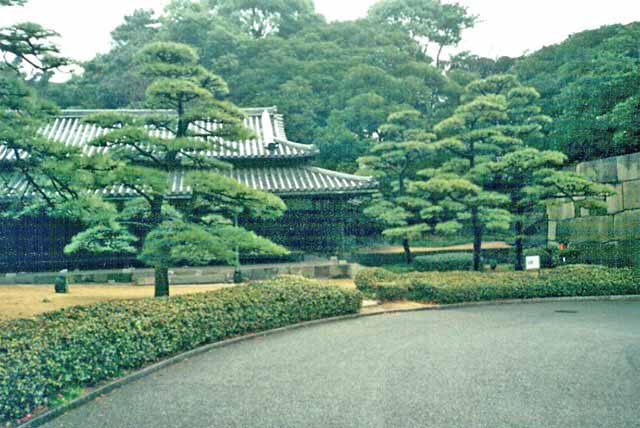
Jardin du palais impérial de Tokyo.
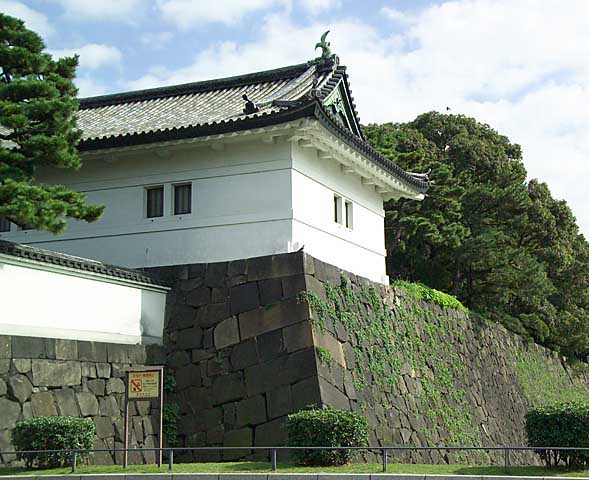
Mur de défense autour du Kōkyo.
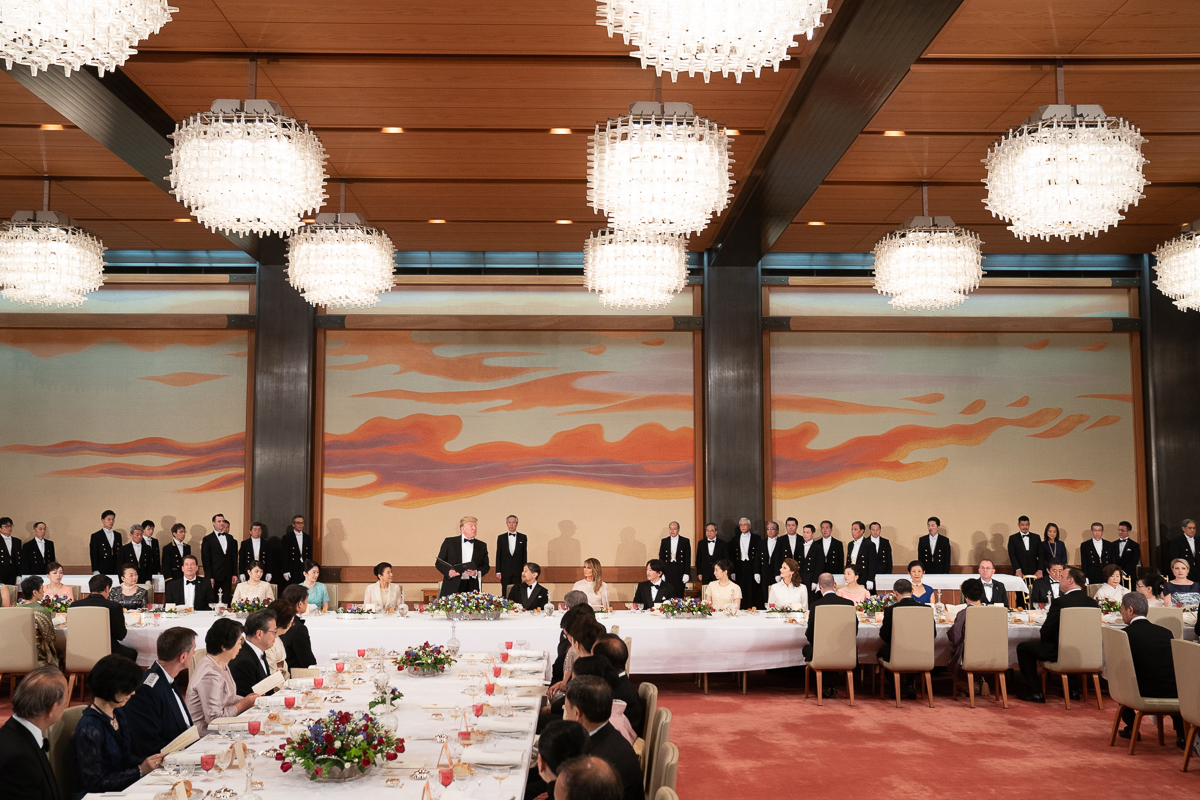
Dîner

## Accès
La majorité du cœur du complexe palatial est inaccessible au public, à quelques exceptions près. Une partie de l'enceinte ouvre au public, seulement deux jours par an, pour le Nouvel An (2 janvier) et le jour de l'anniversaire de l'empereur (actuellement le 23 février). Durant ces deux jours, l'empereur et sa famille apparaissent à travers les vitres blindées de la véranda du hall de réception Chowaden, afin de saluer la foule amassée sur la place.
La rue Inui (乾通り, Inui dōri), une allée de 750 mètres traversant le palais, est ouverte au public deux fois par an : au printemps pour admirer les cerisiers en fleur (hanami), et en automne pour la saison des feuilles rouges (kōyō).
Le Kōkyo est proche de plusieurs stations du métro de Tokyo, ainsi que de la gare de Tokyo.